# Upplands runinskrifter 807
Upplands runinskrifter 807 är ett vikingatida runstensfragment av granit i Enberga, Fröslunda socken och Enköpings kommun. Runstensfragmentet är 0,98 gånger 0,85 meter. Runhöjden är 5-6,5 centimeter. Fragmentet finns i Fröslunda kyrkas vapenhus. Ristningen är attribuerad till Balle.

## Inskriften
Translitterering av runraden:
... ...l · hans · -...
Normalisering till runsvenska:
... [sa]l(?) hans ...
Översättning till nusvenska:
... hans själ ...